# 上野奏貴
上野 奏貴（うえの かなた、2006年9月20日 - ）は、日本のキックボクサー。北海道恵庭市出身。kickboxing gym SHINYUUKI＋所属。兄はK-1選手の上野空大。

## 来歴
2006年9月に恵庭市で生まれ、極真空手師範の父と、兄の空大も空手をやっていることもあり、3歳の時に父の元で空手を始めた。
2013年4月、恵庭市立若草小学校1年の時に極真空手道連盟極真館主催の全日本青少年空手道選手権大会の小学1年男子の部で全国大会で初優勝を果たし、翌年に大会連覇すると、2017年4月に大会4連覇中の大会で小学5年の部で優勝し、大会5連覇を達成した。
2018年にカラテドリームフェスティバル2018国際大会 全日本小学生空手道選手権2018の小学6年生男子軽量級で準優勝。
2019年、恵庭市立柏陽中学校に入学。
2020年、自身の誕生日9月20日に第22回チャレンジカラテトーナメントの中学2-3年男子47kg未満選抜で試合中に手を骨折していたが優勝を得た。
2022年1月に第4回W・K・Oジャパンアスリートカップの中3男子60kg未満の部で準優勝。4月に恵庭北高等学校へ進学。

### キックボクシング転向
2023年1月に初のK-1アマチュア大会に出場した第53回K-1アマチュアの全日本大会 東日本予選のチャレンジBクラス-60kgで優勝しMVPを獲得。3月に第14回K-1アマチュア全日本大会のチャレンジBクラス-60kgで優勝。7月に行われたK-1甲子園2023東日本予選トーナメントの-60kgでは初戦突破をするも準決勝で判定負けで敗退。9月にK-1甲子園2023 高校生日本一決定トーナメントの-60kgで順調に勝ち進み、決勝でKO勝利し優勝を果たした。この年はアマチュアで11戦10勝1敗の成績を収めた。高校2年秋にはプロ転向。
2024年2月7日のK-1AWARDS2023で、昨年兄の上野空大も獲得したアマチュア最優秀選手賞を獲得。兄弟でのアマチュア最優秀賞を獲得したのが史上初。7月に兄弟で同じK-1MAXの舞台に立ち、上野のプロ初戦をKO勝利で飾った。

## 人物
- 家族構成は両親、兄、妹の5人家族[14]。父親は極真空手師範で空手道 真結氣（しんゆうき）、kickboxing gym SHINYUUKI+の代表を務めている。先にK-1プロデビューした三歳上の兄・上野空大、三歳下の妹は空手家で全日本チャンピオンを経験[14]。
- 3歳の頃、空手デビュー戦で、試合開始10秒で泣いてしまい一本負けになってしまった[15]。
- 小さい頃、空大のトロフィーを使って、奏貴と空大がチャンバラごっこをしていたとき、トロフィーの上部を破損してしまい叱られたことがあった[16]。
- 兄妹三人でYouTubeチャンネル「空手家上野三兄妹【世界一へ】」を配信して、兄の空大が主に動画編集を担当している[17]。
- 先にプロデビュー果たしている兄・空大は弟・奏貴に対して「僕は負けが多く、どっちかというと努力で上がってきた。弟は天才だった」と評している[1]。

## 戦績

### プロキックボクシング
| キックボクシング 戦績 | キックボクシング 戦績 | キックボクシング 戦績 | キックボクシング 戦績 | キックボクシング 戦績 | キックボクシング 戦績 | キックボクシング 戦績 |
| --------------------- | --------------------- | --------------------- | --------------------- | --------------------- | --------------------- | --------------------- |
| 5 試合                | (T)KO                 | 判定                  | その他                | 引き分け              | 無効試合              |                       |
| 5 勝                  | 3                     | 1                     | 1                     | 0                     | 0                     |                       |
| 0 敗                  | 0                     | 0                     | 0                     | 0                     | 0                     |                       |

| 勝敗 | 対戦相手   | 試合結果       | 大会名             | 開催年月日     |
| ○    | 山川賢誠   | 3R終了 判定3-0 | RIZIN LANDMARK 11  | 2025年6月14日  |
| ○    | 原田翔貴   | 不戦勝         | Krush.172          | 2025年3月30日  |
| ○    | 上田咲也   | 2R 0分5秒 KO   | K-1 WORLD GP 2024  | 2024年12月14日 |
| ○    | 武蔵       | 1R 1分28秒 KO  | K-1 WORLD MAX 2024 | 2024年9月29日  |
| ○    | 上垣内一成 | 2R 2分48秒 KO  | K-1 WORLD MAX 2024 | 2024年7月7日   |

### アマチュアキックボクシング
| キックボクシング 戦績 | キックボクシング 戦績 | キックボクシング 戦績 | キックボクシング 戦績 | キックボクシング 戦績 | キックボクシング 戦績 | キックボクシング 戦績 |
| --------------------- | --------------------- | --------------------- | --------------------- | --------------------- | --------------------- | --------------------- |
| 11 試合               | (T)KO                 | 判定                  | その他                | 引き分け              | 無効試合              |                       |
| 10 勝                 | 2                     | 8                     | 0                     | 0                     | 0                     |                       |
| 1 敗                  | 0                     | 1                     | 0                     | 0                     | 0                     |                       |

| 勝敗 | 対戦相手   | 試合結果 | 大会名 | 開催年月日    |
| ○    | 須田煌大   | KO       | 「K-1甲子園2023～高校生日本一決定トーナメント～」-60kg 決勝                                                 | 2023年9月3日  |
| ○    | 荒井幸太郎 | 判定3-0  | 「K-1甲子園2023～高校生日本一決定トーナメント～」-60kg 準決勝                                               | 2023年9月3日  |
| ○    | 甲野藍良   | 判定3-0  | 「K-1甲子園2023～高校生日本一決定トーナメント～」-60kg 一回戦                                               | 2023年9月3日  |
| ×    | 安藤大樹   | 判定1-2  | 「K-1甲子園2023～東日本予選トーナメント～」-60kg 準決勝                                                     | 2023年7月30日 |
| ○    | 高野優也   | 判定3-0  | 「K-1甲子園2023～東日本予選トーナメント～」-60kg 一回戦                                                     | 2023年7月30日 |
| ○    | 酒寄凌太   | 判定3-0  | 「第14回K-1アマチュア全日本大会～アマチュア日本一決定オープントーナメント～」チャレンジBクラス -60kg 決勝   | 2023年3月19日 |
| ○    | 高橋秀駿   | 判定3-0  | 「第14回K-1アマチュア全日本大会～アマチュア日本一決定オープントーナメント～」チャレンジBクラス -60kg 準決勝 | 2023年3月19日 |
| ○    | 揚戸洋行   | 判定3-0  | 「第14回K-1アマチュア全日本大会～アマチュア日本一決定オープントーナメント～」チャレンジBクラス -60kg 一回戦 | 2023年3月19日 |
| ○    | 田邊優也   | 判定3-0  | 「第53回K-1アマチュア～全日本大会・東日本予選トーナメント＆ワンマッチ～」チャレンジBクラス -60kg 決勝       | 2023年1月29日 |
| ○    | 佐藤大祐   | KO       | 「第53回K-1アマチュア～全日本大会・東日本予選トーナメント＆ワンマッチ～」チャレンジBクラス -60kg 準決勝     | 2023年1月29日 |
| ○    | 宮沢卓磨   | 判定3-0  | 「第53回K-1アマチュア～全日本大会・東日本予選トーナメント＆ワンマッチ～」チャレンジBクラス -60kg 一回戦     | 2023年1月29日 |

## 獲得タイトル
アマチュアキックボクシング
- K-1甲子園2023 -60kg 王者[11]
- 第14回K-1アマチュア全日本大会 チャレンジBクラス -60kg 優勝[9]
- 第53回K-1アマチュア全日本大会 東日本予選 チャレンジBクラス -60kg 優勝[8]

フルコンタクト空手
- 第6回北海道フルコンタクト空手道選手権大会 一般男子上級軽量級 優勝[21]
- 第2回全日本青少年フルコンタクト空手道選手権大会 高校生 男子 軽量級 優勝[22]
- 第24回チャレンジカラテトーナメント 高校男子60kg未満 優勝[23]
- 第26回オープントーナメントグランドチャンピオン決定戦・全日本少年少女空手道選手権大会 中学2年生男子・軽量級 55kg未満 優勝[24]
- 第14回JKJO全日本ジュニア空手道選手権大会 中学2-3年男子47kg未満 優勝[25][26]
- 第22回チャレンジカラテトーナメント 中学2-3年男子47kg未満 選抜 優勝[27]
- 2019全北海道空手道選手権大会 中学1年男子軽量級 優勝[28]
- 2017全北海道空手道選手権大会 小5 男子 JAC選抜 優勝[29]
- 2017全日本青少年空手道選手権大会 小学5年男子軽量級 優勝[30]
- 2016全日本青少年空手道選手権大会 小学4年男子軽量級 優勝[31]
- 第6回北海道青少年大会 小学3年男子上級 優勝[32]
- 2015全日本青少年空手道選手権大会 小学3年男子 優勝[33]
- 第12回道北選手権大会 小学生2年中上級 優勝[34]
- 2014全日本青少年空手道選手権大会 小学2年男子 優勝[35]
- 第17回全北海道空手道選手権大会 小学1年 優勝[36]
- 2013全日本青少年空手道選手権大会 小学1年男子 優勝[2]

## 表彰
- K-1 AWARDS 2023 アマチュア最優秀選手賞[12]
- 第53回K-1アマチュア全日本大会 東日本予選 チャレンジBクラス MVP[8]
- 第14回JKJO全日本ジュニア空手道選手権大会 MVP 文部科学大臣賞[26]